# Синнин (Наньнин)
Синни́н (кит. упр. 兴宁, пиньинь Xīngníng) — район городского подчинения городского округа Наньнин Гуанси-Чжуанского автономного района (КНР).

## История
Во времена Китайской Республики эти земли были частью уезда Юннин. После вхождения этих мест в состав КНР часть уезда Юннин вместе с посёлком Синнин (兴宁镇) была включена в состав Наньнина. В 1953 году, после очередного изменения административно-территориального деления Наньнина, основная часть этой территории стала районом №3, но уже в 1955 году он был расформирован. В 1958 году был создан район Синнин. Так как это были времена культурной революции, то уже в 1960 году район был преобразован в Синнинскую народную коммуну.
В 1979 году Синнинская народная коммуна была расформирована, а вместо неё был создан район Чаоян (朝阳区). В 1980 году район Чаоян был переименован в Синнин.
В 2001 году был упразднён Наньнинский Пригородный район (南宁市郊区), и часть его земель была включена в состав района Синнин.
В 2004 году уезд Юннин был преобразован в район городского подчинения, при этом три посёлка из его состава перешло в состав района Синнин.

## Административное деление
Район делится на 3 уличных комитета и 3 посёлка.